# Donje Lopiže
Donje Lopiže (cyr. Доње Лопиже) – wieś w Serbii, w okręgu zlatiborskim, w gminie Sjenica. W 2011 roku liczyła 85 mieszkańców.